# Roc Blanc de Cirera
El Roc Blanc de Cirera és una muntanya de 1.163 metres que es troba al municipi de Borredà, a la comarca catalana del Berguedà.